# Granjas de Cieneguillas
Granjas de Cieneguillas är en ort i kommunen Temascaltepec i delstaten Mexiko i Mexiko. Samhället hade 293 invånare vid folkräkningen 2020.